# Josef Marxen

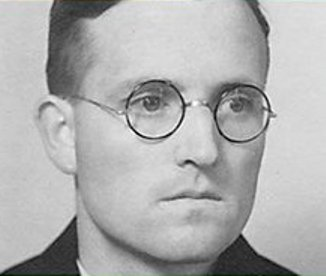
Josef Marxen um die Zeit seiner Priesterweihe (1936)

Josef Marxen (* 2. August 1906 in Worringen bei Köln; † 16. November 1946 bei Tirana) war ein deutscher römisch-katholischer Priester. Er ließ sich 1936 als Missionar nach Albanien schicken, wo er 1946  erschossen wurde. Er gehört zu den Achtunddreißig Märtyrern von Albanien.

## Leben

### Familie, Wohnorte
Josef Marxen wurde als viertes von neun Kindern seiner Eltern Nikolaus und Maria geb. Hahnen geboren.  
Der Vater arbeitete als Gutsverwalter und bekam verschiedene Höfe zugewiesen, auf denen die Familie jeweils lebte: Vom Fronhof in Worringen zogen sie im Frühjahr 1909 auf den Vronoverhof in Grevenbroich, es folgte im Oktober 1910 der Umzug nach Bermeshausen bei Speicher (Eifel) und im Oktober 1913 der Umzug auf den Schönfelder Hof bei Zemmer. Weiter zog die Familie im April 1922 auf das Gut Vogelsang in Münstereifel, im April 1926 nach Nettersheim und im April 1928 auf einen als Eigentum erworbenen Hof in Lötsch bei Breyell.

### Schule und Studium
Josef besuchte die Volksschule in Zemmer und von 1920 bis 1921 ein Internat in Lohr am Main, ab 1921 ein Internat in St. Wendel, das von den Steyler Missionaren geführt wurde. Nach seinem Abitur trat er 1928 in das Noviziat der Steyler Missionare in St. Augustin ein. Für das darauf folgende Theologiestudium wechselte er an die ordenseigene Hochschule in Mödling bei Wien. Er verließ nach den ersten Studienjahren die Gemeinschaft der Steyler Missionare und beendete sein Studium 1936 am Orientalischen Institut (St.-Andreas-Kolleg) in München.

### Berufswunsch Missionar
Wie auch ein mütterlicher Onkel, Pfarrer Wilhelm Hahnen, und der ältere Bruder Theodor wollte Josef Priester werden; sein Wunsch war, als Missionar in Russland zu wirken. Kurz vor seiner Priesterweihe entschied das Orientalische Institut, vorerst keine weiteren Priester zur Mission nach Russland zu schicken. Josef Marxen wurde am 21. Juni 1936 in München zum Priester geweiht für die albanische Diözese Durrës, wohin er 1936 aufbrach.

### Tätigkeit in Albanien
Von 1936 bis 1941 war Josef Marxen Pfarrer in Perlat, einem Dorf in den nordalbanischen Bergen (Region Mirdita) mit ausschließlich katholischen Bewohnern. Dort kam er mit den Regeln des Kanun in Berührung, der dem Priester großen Einfluss auf Entscheidungen der Dorfbewohner zuerkennt. So gelang es Pfarrer Marxen, die Blutrache zwischen verfeindeten Familien zu beenden. Seine medizinischen Kenntnisse, die er in der Vorbereitung auf die Missionstätigkeit erworben hatte, konnte er hier einsetzen. Ein wichtiges Anliegen war ihm die Erziehung und Unterrichtung der Kinder.
Von 1941 bis 1945 war Josef Marxen Pfarrer in Juba nahe Durrës, wo er engen Kontakt zu Bischof Vinçenc Kolë Prennushi hielt. Zu seiner Gemeinde zählten mehrere Dörfer, in denen Katholiken, Orthodoxe und Moslems lebten.  Als deutsche Soldaten die Gegend besetzten, vermittelte er zwischen ihnen und der Bevölkerung.

### Verhaftung und Ermordung
Die deutschen Soldaten boten Pfarrer Marxen bei ihrem Abzug aus Durrës an, ihn nach Deutschland mitzunehmen, da er unter der Herrschaft der Kommunisten nicht mehr sicher sei. Er entschied sich jedoch, bei seiner Gemeinde zu bleiben. Rund drei Monate später, im Februar 1945 wurde er in Durrës verhaftet und nach Tirana ins Gefängnis gebracht. Die Ältesten der Dörfer seiner Gemeinde, darunter auch Orthodoxe und Moslems, verfassten einen Brief, mit dem sie seine Freilassung erwirkten. Im Juni 1945 wurde er erneut verhaftet und nach Tirana gebracht. Nach Haft und Folter wurde er am 16. November 1946 in einem Wald bei Tirana erschossen.

## Seligsprechung
Die Seligsprechung von Josef Marxen und 37 weiteren Märtyrern, darunter als zweiter Deutscher Alfons Tracki, fand am 5. November 2016 in Scutari statt. Der Präfekt der Kongregation für die Selig- und Heiligsprechungsverfahren, Kardinal Angelo Amato, leitete im Auftrag von Papst Franziskus die Feierlichkeiten.
Am Sonntag, 13. November 2016 fand im Kölner Dom eine Dankmesse zu Ehren des neuen Seligen statt.
Die katholische Kirche hat Pfarrer Josef Marxen als Glaubenszeugen in das deutsche Martyrologium des 20. Jahrhunderts aufgenommen.
Der Gedenktag des Seligen Josef Marxen ist in der Erzdiözese Köln der 16. November.

## Anmerkung
1. ↑  Die Urkunden vermerken zwei Vornamen, Anton Josef bzw. Anton Joseph. Da er selbst als Vornamen lediglich Josef verwendete, wird diese Variante hier gewählt.